# Нік Геппер
Ніколас (Нік) Геппер (англ. Nick Goepper; нар. 14 березня 1994, Форт-Вейн, Індіана, США) — американський фристайліст. Бронзовий призер зимових Олімпійських ігор 2014 року в дисципліні слоупстайл.